# Farkas Péter (író)
Farkas Péter (Budapest, 1955. november 15. –) magyar író, szerkesztő, újságíró.

## Életpályája
Szülei: Farkas Gyula és Dénes Zsuzsanna. 1976-1979 között a egri Ho Si Minh Tanárképző Főiskola magyar-történelem szakos hallgatója, de öt félév után abbahagyta tanulmányait. 1977-1979 között szellemi segédmunkákból élt. Ezután önálló gazdálkodó Dömsödön 1979-1981 között. 1979-ben – Németh Gáborral – szamizdat kötetet adott ki Túlpartról címmel, részt vett demokratikus ellenzéki megmozdulások szervezésében, lebonyolításában (köztük SZETA, az 1979-es aláírási akciók). 
1982-ben emigrál, Aachenben, 1986-tól Kölnben él. Németországban rádiós újságíróként dolgozik és az ASA-European művészeti egyesület egyik szervezője. A nyolcvanas évek végén az Irodalmi Levelek füzetsorozat kiadója Petri Györggyel és Tóth Gábor Ákossal. 1990-től az Edition Nekrophil kiadója. A Gólem című, folyamatosan alakuló hipertextet 1996-tól közli az interneten. További munkái a Magvető Könyvkiadónál jelennek meg. 2005 óta antikvárius.

## Művei
- Túlpartról, 1979
- Szféra-antológia, 1980-1982. Zárójelentés. Dalos György, Farkas Péter, Fráter András, Garaczi László, Hajdu Zsuzsa, Könczöl Csaba, Mezei Péter, Németh Gábor, Petri György, Tóth Gábor írásaiból; s.n., Bp., 1982 [szamizdat]
- Századvégem, 1988
- Háló. Szinopszis; Jelenkor, Pécs, 1996 (Élő irodalom sorozat)
- Gólem – hipertext, 1996-2005
- Törlesztés. Kivezetés a Gólemből, Magvető, 2004
- Nyolc perc, Magvető, 2007
- Kreatúra, Magvető, 2009
- Johanna. Cold song; Magvető, Bp., 2011
- Nehéz esők. Hard rain; Magvető, Bp., 2013